# Northanger Abbey
Northanger Abbey är en roman av Jane Austen, som gavs ut för första gången 1818 tillsammans med Övertalning. Hjältinnan i romanen är en ivrig läsare av så kallade gotiska (skräckromantiska) romaner, till exempel Udolphos mysterier av Ann Radcliffe, och Northanger Abbey anses av vissa litteraturkritiker som en drift med genren.
Trots att Northanger Abbey gavs ut efter Jane Austens död, är det sannolikt hennes första slutförda roman. Redan 1803 såldes manuskriptet till en förläggare för £10, men köptes tillbaka av författaren 1816 för samma summa då boken inte givits ut. 

## Handling
Den unga Catherine Morland bjuds av sina grannar Mr. och Mrs. Allen till Bath för några veckor. Den första tiden där har de ganska tråkigt då de inte träffar någon de känner och således bara har varandra att umgås med. Catherine blir dock en kväll presenterad för Henry Tilney på en danstillställning och efter detta möter de ytterligare en familj, familjen Thorpe, som de utvecklar en nära bekantskap med. Catherine blir också bekant med Henrys syster Eleanor Tilney, och när Tilneys ska lämna Bath blir hon inbjuden att följa med dem till Northanger Abbey.

## Huvudkaraktärer
- Catherine Morland, bokens hjältinna, men beskrivs redan från början av författaren som en osannolik sådan. Catherine är ung och har en livlig fantasi som stimuleras av de böcker hon läser.

- James Morland, Catherines äldre bror, reser liksom Catherine till Bath tillsammans med en god vän.

- Henry Tilney, den yngre sonen till general Tilney. Han är präst och har en församling och ett eget hem, även om han vid bokens början fortfarande tillbringar mycket tid i sitt föräldrahem Northanger Abbey.

- John Thorpe, Isabellas bror och god vän till James Morland. Thorpe uppvaktar Catherine utan större framgång, och lever dessutom i villfarelsen att hon är paret Allens tilltänkta arvtagerska, något som möjligen kan hänföras till hans förmåga att anse sig själv och personer i sin närhet vara av mycket stor betydelse i världen.

- Isabella Thorpe, blir snabbt Catherines nära väninna i Bath, men kommer så småningom att visa sig vara en tämligen ytlig ung dam som tar lätt på såväl vänskap som löften.

- General Tilney, en strikt och rigid pensionerad general, despotisk far till sina tre barn, kapten Tilney (Frederick), Henry och Eleanor. General Tilney spenderar större delen av sin tid åt att sköta sin egendom Northanger Abbey.

- Eleanor Tilney, Henrys syster, blir under tiden i Bath god vän med Catherine, en vänskap som fortsätter när Catherine bjuds med till Northanger Abbey.

- Frederick Tilney, äldre bror till Henry och Eleanor Tilney, och den givne arvtagaren till egendomen Northanger.

- Mr. Allen, Mrs. Allens tolerante och snälle make. Han låter sin fru och Catherine följa med honom till Bath, där han behandlas för sin gikt.

- Mrs Allen, familjen Morlands förmögna granne som tillsammans med sin make bjuder med Catherine till Bath. Mrs Allen är framförallt upptagen av hur hon och hennes kläder ser ut, men är i grund och botten en snäll människa även om hon kanske inte är så förståndig.

## Filmatiseringar
- 1986 – Northanger Abbey, TV-film med bland andra Katharine Schlesinger och Peter Firth.
- 2007 – Northanger Abbey, TV-film med bland andra Felicity Jones och JJ Feild.

## Översättningar och svenska utgåvor
- 1993 översättning av Rose-Marie Nielsen. Första svenska utgåva med inledning av Staffan Bergsten.
- 2001 ny utgåva med samma översättning som ovan, med efterskrift av Lisbeth Larsson.
- 2002 utgåva med samma översättning och efterskrift som 2001.

## Fortsättningar
Liksom är fallet med de andra av Jane Austens romaner har det skrivits fortsättningar till Northanger Abbey.
- Seven years later, kapitel i More About Jane Austen av G.B. Stern (1949)
- Uninvited guests av Jane Gillespie (1994)